# Брадли (Арканзас)
Брадли (англ. Bradley) — город, расположенный в округе Лафейетт (штат Арканзас, США) с населением в 563 человека по статистическим данным переписи 2000 года.

## География
По данным Бюро переписи населения США город Брадли имеет общую площадь в 2,33 квадратных километров, водных ресурсов в черте населённого пункта не имеется.
Брадли расположен на высоте 77 метров над уровнем моря.

## Демография
По данным переписи населения 2000 года в Брадли проживало 563 человека, 134 семьи, насчитывалось 223 домашних хозяйств и 285 жилых домов. Средняя плотность населения составляла около 234,6 человека на один квадратный километр. Расовый состав Брадли по данным переписи распределился следующим образом: 46,36 % белых, 52,40 % — чёрных или афроамериканцев, 0,36 % — азиатов, 0,89 % — представителей смешанных рас.
Испаноговорящие составили 0,71 % от всех жителей города.
Из 223 домашних хозяйств в 30,0 % — воспитывали детей в возрасте до 18 лет, 32,7 % представляли собой совместно проживающие супружеские пары, в 22,4 % семей женщины проживали без мужей, 39,9 % не имели семей. 37,2 % от общего числа семей на момент переписи жили самостоятельно, при этом 20,6 % составили одинокие пожилые люди в возрасте 65 лет и старше. Средний размер домашнего хозяйства составил 2,52 человек, а средний размер семьи — 3,38 человек.
Население города по возрастному диапазону по данным переписи 2000 года распределилось следующим образом: 33,6 % — жители младше 18 лет, 9,6 % — между 18 и 24 годами, 23,1 % — от 25 до 44 лет, 17,9 % — от 45 до 64 лет и 15,8 % — в возрасте 65 лет и старше. Средний возраст жителей составил 31 год. На каждые 100 женщин в Брадли приходилось 80,4 мужчин, при этом на каждые сто женщин 18 лет и старше приходилось 70,8 мужчин также старше 18 лет.
Средний доход на одно домашнее хозяйство в городе составил 14 375 долларов США, а средний доход на одну семью — 19 306 долларов. При этом мужчины имели средний доход в 21 719 долларов США в год против 14 688 долларов среднегодового дохода у женщин. Доход на душу населения в городе составил 2455 долларов в год. 43,9 % от всего числа семей в населённом пункте и 49,6 % от всей численности населения находилось на момент переписи населения за чертой бедности, при этом 66,5 % из них были моложе 18 лет и 42,2 % — в возрасте 65 лет и старше.